# Campeonato Alemán de Fútbol 1944
El Campeonato Alemán de Fútbol 1944 fue la 37.ª edición de la máxima competición futbolística de Alemania. El último campeonato del Tercer Reich  fue disputado por 31 equipos, después de un nuevo fraccionamiento de algunos campeonatos regionales debido a las dificultades de la guerra.

## Fase final

### Ronda preliminar
- LSV Danzig 0–0 Hertha BSC
- HSV Groß Born 6–4 LSV Rerik
- STC Hirschberg 7–0 SDW Posen
- Dresdner SC 9–2 Germania Königshütte
- LSV Hamburg 4–0 WSC Celle
- Eintracht Braunschweig 1–2 SpVgg Wilhelmshaven  (prórroga)
- Schalke 04 5–0 TuS Neuendorf
- KSG Köln-Sülz 0–2 KSG Duisburg
- FC Mühlhausen 93 4–2 Kickers Offenbach
- SV Göppingen 3–5 KSG Saarbrücken
- VfR Mannheim 2–1 Bayern Múnich (prórroga)
- NSTG Brüx 0–8 FC Núremberg
- MSV Brno 3–6 First Vienna FC
- SV Dessau 05 2–3 Holstein Kiel  (prórroga)
- LSV Mölders Krakau 1–4 VfB Königsberg

Un primer partido entre Hertha Berlin y Luftwaffen-SV Danzig fue jugado el 16 de abril de 1944 en Danzig, y terminó 0-0 luego de la prórroga.
Borussia Fulda accedió a la siguiente fase por sorteo.

### Desempate
- Hertha BSC 7–1 LSV Danzig

### Octavos de final
- VfB Königsberg 3–10 HSV Groß Born
- First Vienna FC 5–0 STC Hirschberg
- Hertha BSC 4–2 Holstein Kiel
- Borussia Fulda 2–9 Dresdner SC
- SpVgg Wilhelmshaven 1–1 LSV Hamburg
- KSG Duisburg 2–1 Schalke 04
- KSG Saarbrücken 5–3 FC Mühlhausen 93
- FC Núremberg 3–2 VfR Mannheim

Un primer partido entre Luftwaffen-SV Hamburg y SpVgg Wilhelmshaven fue jugado el 7 de mayo de 1944 en Wilhelmshaven, y terminó 1-1 luego de la prórroga.

### Desempate
- LSV Hamburg 4–2 SpVgg Wilhelmshaven

### Cuartos de final
- Dresdner SC 3–2 First Vienna FC
- KSG Saarbrücken 1–5 FC Núremberg
- HSV Groß Born 3–2 Hertha BSC
- LSV Hamburg 3–0 KSG Duisburg

### Semifinales
| Luftwaffen-SV Hamburg | 3 – 2 | Heeres-SV Groß Born |

| Dresdner SC | 3 – 1 | Núremberg |

### Tercer puesto
No disputado

### Final
| Dresdner SC | 4 – 0 | Luftwaffen-SV Hamburg |

|                               |
| Campeón Dresdner SC 2° título |